# Напівпостійна пам'ять BIOS

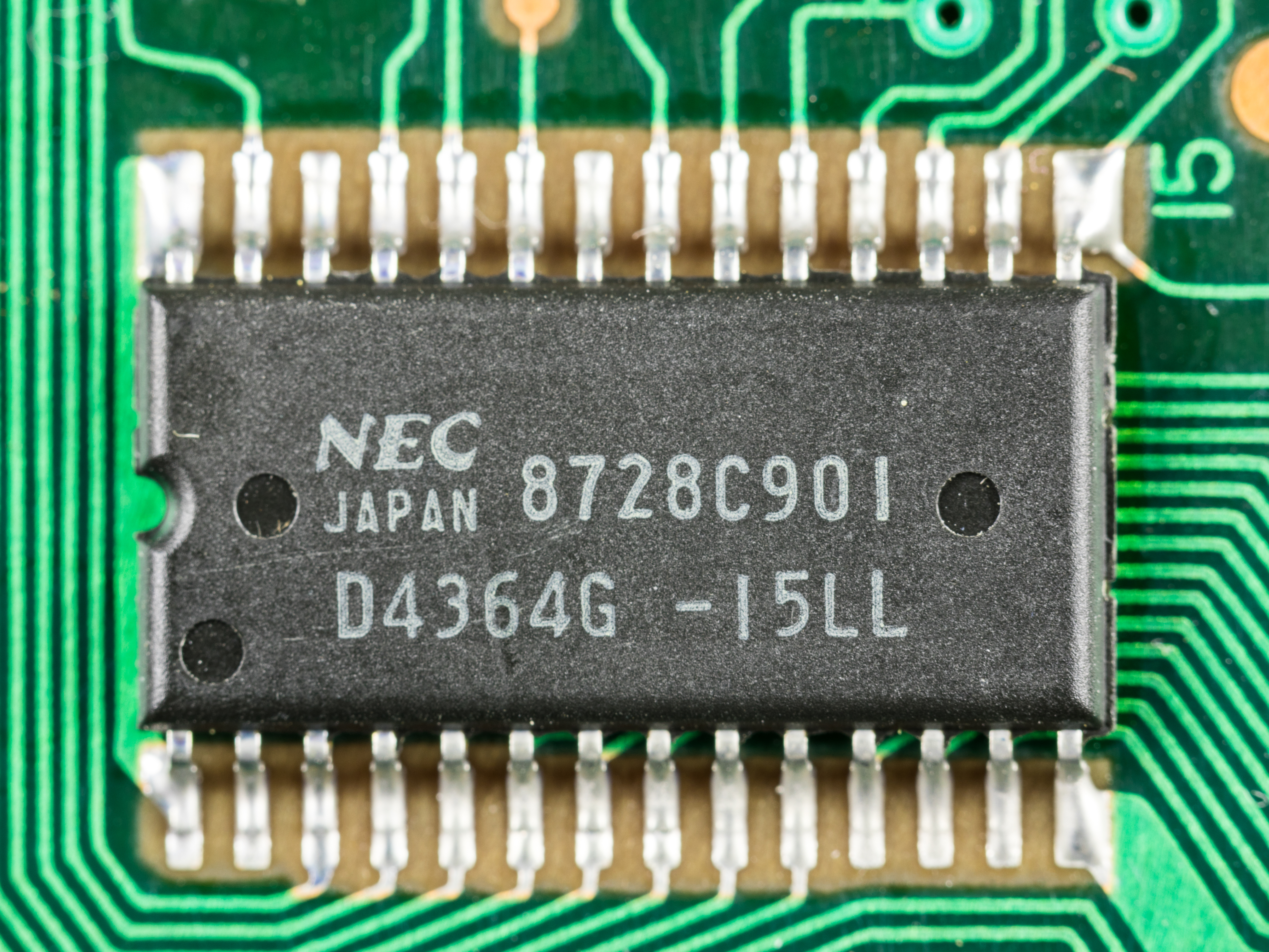
NEC µPD4364 - 8192 x 8 Bit Static CMOS RAM

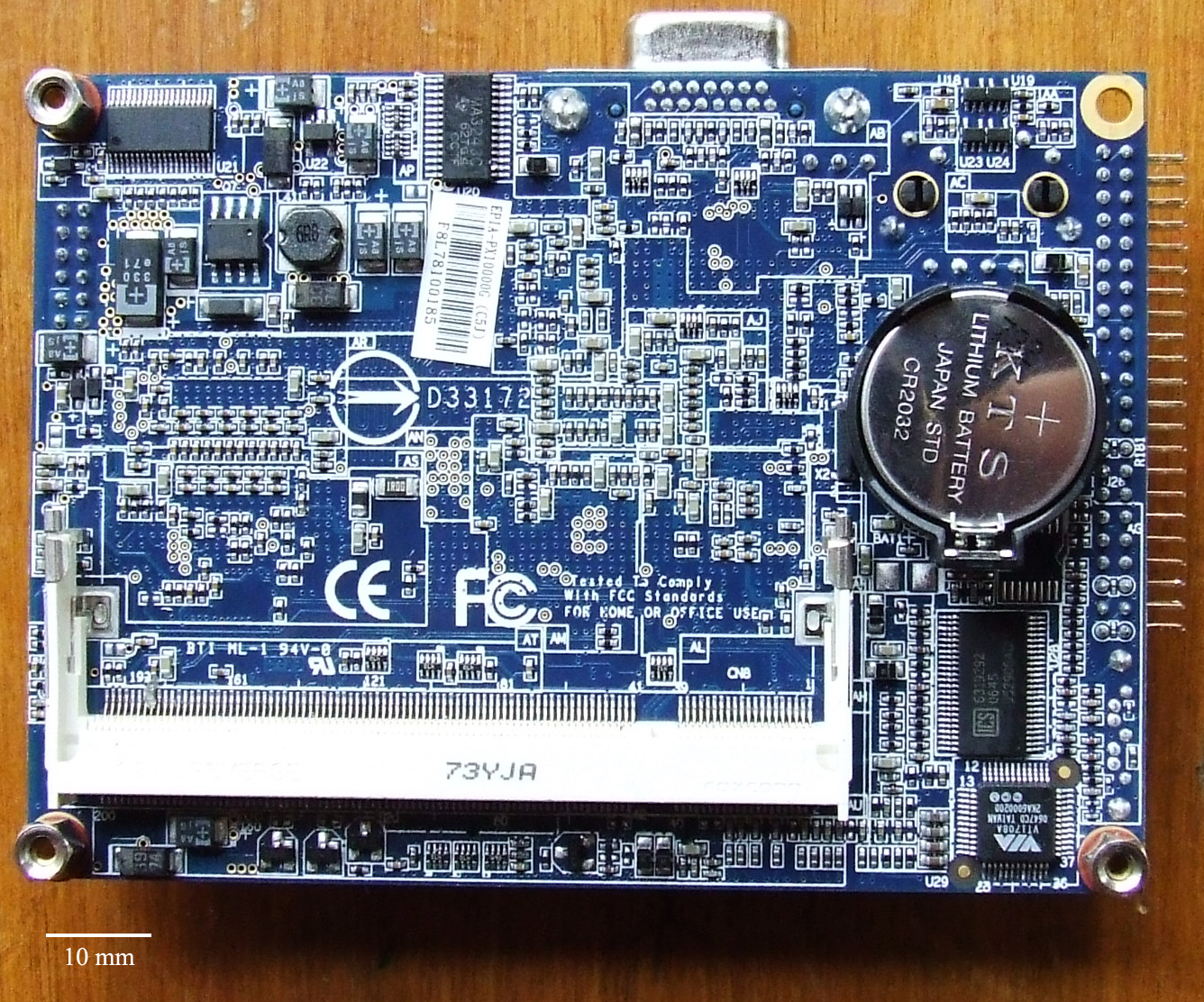
Батарейка живлення пам'яті CMOS на материнській платі типу Pico-ITX.

Напівпостійна пам'ять BIOS, також CMOS RAM — пам'ять на материнській платі комп'ютера, призначена для зберігання налаштувань BIOS і деяких відомостей про систему. Цю пам'ять іноді не зовсім правильно називають CMOS, тобто за назвою технології її виготовлення (КМОН). Типовий об'єм пам'яті складає 512 байт, що зазвичай є достатнім для зберігання всіх налаштувань BIOS.
При вимкненому живленні системи пам'ять живиться від маленької батарейки (наприклад, типу CR2032). При заміні батарейки системний час і налаштування BIOS можуть скинутися до початкових значень.